# 인조이트립핑
인조이트립핑(Enjoy Trip-Ping)은 대한민국의 펑크 / 하드코어 밴드이다. 김범수(보컬), 성재(기타), 최지용(기타), 민혁기(베이스), 이황용(드럼), PJKID(작곡,작사)으로 구성되었다. 2002년 성재에 의해 결성되어 2004 부산MBC 전국락페스티발에서 금상을 수상하며 알려지기 시작했고, 두장의 컴필레이션과 한장의 정규앨범을 발매하고 잠시 활동을 중단 한 상태다. 이 중 몇 멤버들은 하드코어 밴드 비셔스글레어에서 활동중이다.

## 구성원

### 현재
- 김범수 - Vocals
- 성재 - Guitars & vocals
- 최지용 - Guitars & vocals
- 민혁기 - Bass & vocals
- 이황용 - Drums & vocals
- PJKID - Composer & lyricist

### 이전 멤버
- 엄세정 - 베이스
- DJ G.S. - 턴테이블

## 음반 목록

### 정규 앨범
- Story About Missing (2005)

### 컴필레이션 앨범
- Sickroom 컴필레이션 (2003)
- WASP 컴필레이션 'What's Up' (2003)